# Palas de Rey

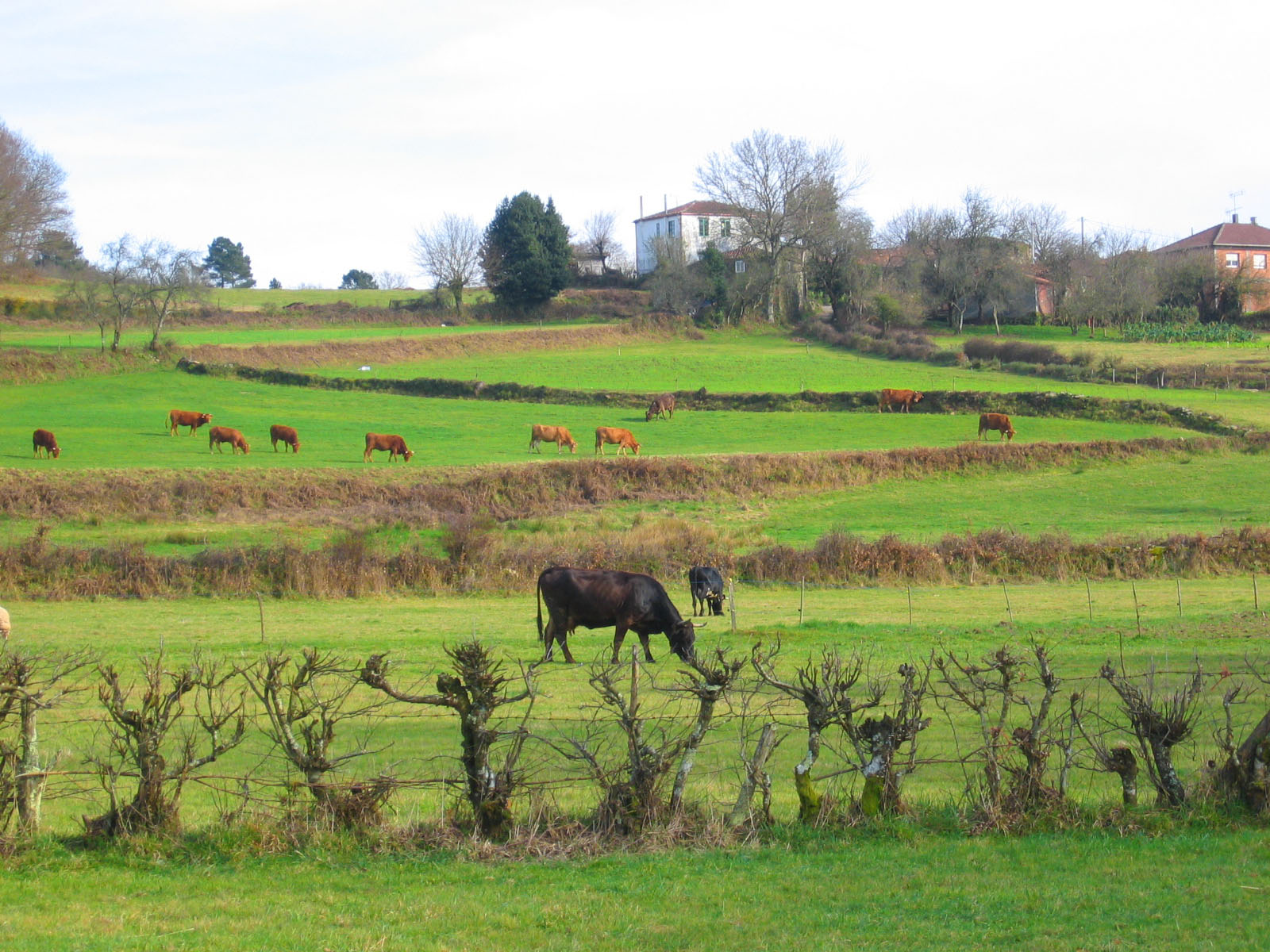
Vista parcial de Vilar de Ulloa, una aldea situada en la parroquia de San Pedro de Meixide

Palas de Rey (en gallego y oficialmente desde 1982, Palas de Rei) es un municipio de la provincia de Lugo en Galicia, España. Pertenece a la Comarca de Ulloa. Cuenta con una población de 3267 habitantes (INE 2024).

## Historia y toponimia
La historia de Palas de Rey se presenta íntimamente unida a la cultura castreña, conservando aún hoy numerosos restos arqueológicos (mámoas, dólmenes y castros) testigos de un remoto asentamiento. Según la tradición, el ayuntamiento deriva su nombre desde “Palatium Regis” (así citado en un documento del año 1153) por el palacio del rey visigodo Witiza, que reinaría entre los años 702 y 710. En Palas, Witiza habría matado al duque de Galicia, Favila, padre de Don Pelayo.  
La evolución etimológica hasta el gallego tendría que haber derivado lógicamente en Pazo de Rei (Palacio de Rey en castellano) sin embargo es muy plausible que el nombre actual lo sea por influencia francesa: "Palace" en francés también proviene de "palatium" y se pronuncia "palas". Precisamente, Palas de Rei es y ha sido históricamente un lugar clave en el Camino Francés de Santiago. La evolución hasta el nombre actual, puede tener por tanto su origen en la secular y repetida alusión por parte de peregrinos franceses medievales a su llegada al lugar.  
El estilo románico entró por el Camino de Santiago, dejando su huella en la arquitectura religiosa, destacando la iglesia de Vilar de Donas, uno de los referentes principales del románico galego, declarada en 1931 monumento histórico-artístico. Sus pinturas murales forman uno de los conjuntos más destacados y mejor conservados de Galicia.
Por aquí pasaba la vía “Lucus Augusti”, y ya en el siglo VI se constata su pertenencia al condado de “Ulliensis”, siendo la Edad Media un período de prosperidad para la villa, en buena parte gracias al Camino de Santiago. El “Códice Calixtino” citaba Palas como parada obligada de los peregrinos para afrontar los últimos tramos de la ruta jacobea.
El ayuntamiento de Palas de Rey cuenta con un amplio patrimonio artístico que refleja el pasado señorial de estas tierras, pues conserva restos de fortalezas, torres, castillos, así como varios pazos y casas blasonadas. Entre las construcciones más relevantes pueden citarse: la antigua casa-torre de Filgueira; la casa-torre de Fontecuberta; el Pazo de Laia que conserva el escudo de armas de los condes de Traba, de cuyo linaje saldría el fundador de Pambre; la casa de Ulloa, donde los Saavedra, Montenegros, Gayosos, los Deza, se identifican con sus armas y escudos familiares; el Pazo Mariñao; la antigua fortaleza del Castro de Seixas en la parroquia de Merlán, de donde procede este conocido linaje gallego; el Pazo de Pacheco, y finalmente el Castillo de Pambre, fortaleza erguida por Don Gonzalo Ozores de Ulloa hacía el año 1375, que resistió la revuelta irmandiña en 1467, convirtiéndose en uno de los mejores ejemplos de la arquitectura militar de Galicia.
Palas, protagonista también en la segunda guerra carlista, fue uno de los escasos municipios en los que triunfó la sublevación en 1846, constituyéndose una Junta Revolucionaria. Las tierras de Palas de Rei sirvieron de fuente de inspiración a escritores como López Ferreiro, Álvaro Cunqueiro o Emilia Pardo Bazán.

## Geografía humana

### Organización territorial
El municipio está formado por trescientas sesenta y dos entidades de población distribuidas en cuarenta y tres parroquias:
- Aguas Santas[7][8]
- Albá (Santiago)
- Ambreixo (San Vicente)[6][8]
- Berbetoros[7] (San Miguel)[6]
- Cabana (Santiago)
- Camino[7]
- Carballal (San Sebastián)[6][7][8]
- Carteire (Santa María)
- Coence (San Mamed)[7]
- Cubelo[7] (San Xoán)[6]
- Cuíña (Santa María)
- Curbián (San Martiño)
- Felpós (Santo Tomé)[6]
- Ferreira[7]
- Filgueira (San Tomé)
- Fontecuberta (Santa Mariña)
- Laya[7]
- Lestedo (Santiago)
- Maceda (San Miguel)
- Marzá (Santa María)
- Mato[7]
- Meixide (San Pedro)
- Merlán (San Salvador)
- Moredo (San Fiz)
- Mosteiro[7] (Santiago)[8]
- Orosa (San Andrés)[8]
- Palas de Rey[7]
- Pambre (San Pedro)
- Pidre (Santa María)
- Puxeda[7] (Santa María)[6][8]
- Quindimil (San Miguel)
- Ramil (San Martiño)
- Remonde (San Miguel)
- Repostería (San Xusto)[6][8]
- Riveira[6]
- Salaya[7] (San Pedro)[6]
- Sambreixo[7] (Santa María)[8]
- San Ciprián de Repostería[6]
- San Mamed de Carballal[7]
- San Miguel de Coence
- Ulloa (San Vicente)
- Vilar de Donas (San Salvador)
- Villareda[7] (San Pedro)[6]

### Demografía
Cuenta con una población de 3267 habitantes (INE 2024).
| Gráfica de evolución demográfica de Palas de Rei entre 1842 y 2021                                                    |
| |
| Población de derecho según los censos de población del INE. Población de hecho según los censos de población del INE. |

### Transporte y comunicaciones
El núcleo principal del municipio es atravesado por la carretera N-547, que lo comunica directamente al oeste con Santiago de Compostela y las vecinas localidades de Mellid y Arzúa. En dirección este se une con la N-540 que lo comunica con Lugo y Orense.
El 20 de octubre de 2015 se inauguró un tramo de 14,9 km de autovía denominada A-54 entre el municipio y la capital lucense. El tramo central, Palas de Rei-Arzúa se incluye como obra en los presupuestos de Fomento de 2015, con una dotación de 16 000 000 de euros.
El municipio carece de estación de ferrocarril, siendo la más cercana la estación de Lugo.

## Cultura

### Patrimonio
- En la parroquia de Vilar de Donas se encuentra la Iglesia románica de Vilar de Donas. Originariamente fue una iglesia monástica. La fundación del monasterio lo atribuye la tradición a unas donas (representadas en las pinturas góticas de la capilla mayor), con lo que se explicaría el topónimo. En realidad, su fundador fue Arias Pérez de Monterroso, a mediados del siglo XII.
- En la parroquia de Pambre, se encuentra el Castillo de Pambre, fortificación medieval, una de las mejor conservadas de Galicia, antigua propiedad de su excelencia, Manuel Taboada Fernández, conde de Borrajeiros, actualmente propiedad de la Junta de Galicia.